# Aquis Originis
Aquis Originis és una de les onze mansio que hi havia al llarg de la Via XVIII que comunicava les ciutats romanes de Bracara Augusta amb Asturica Augusta. Les mansio eren hostals gestionats per l'estat per als viatgers que feien servir les calçades romanes. És dins el parc natural de Baixa Limia-Serra do Xurés.
El 2008 es van trobar teules romanes en parcel·les properes al jaciment, cosa que podria acréixer el recinte de la mansio i arribar fins al modern Balneari de Lobios.

## Història
La construcció inicial data de l'Alt Imperi romà, però està a hores d'ara arrasada. Les parts que se'n conserven corresponen a una segona fase de finals del segle II i principis del III, amb diverses reformes de fins a finals del segle IV o primeria del V.
L'extensió original rondaria els 500 m2, amb un sector residencial o pars urbana, dotat amb termes, peristils i segurament, sòls decorats amb mosaics o paviments, així com pintures murals.
El jaciment de la vil·la termal el van trobar casualment els veïns del lloc. El 1988 van realitzar-ne prospeccions superficials, i entre 1989 i 1995 s'hi feren cinc campanyes d'excavacions per part del Museu Arqueològic Provincial d'Ourense, en què trobaren monedes i objectes d'or i marbre. L'ajuntament de Lobios comprà el terreny entre 1990 i 1996, i se'n va dur a terme una posada en valor amb la construcció de plataformes i panells explicatius.